# Litema
 (juillet 2019).
Si vous disposez d'ouvrages ou d'articles de référence ou si vous connaissez des sites web de qualité traitant du thème abordé ici, merci de compléter l'article en donnant les références utiles à sa vérifiabilité et en les liant à la section « Notes et références ».

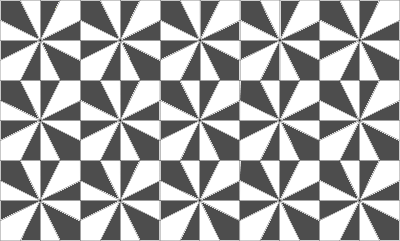
Motif traditionnel Tema

Litema (/dit'ɪːma/, également orthographié Ditema, au singulier : Tema) est une forme d'art mural composé de motifs géométriques et symboliques. Naturellement associé à la tradition SeSotho, cet art mural reste pratiqué au Lesotho et dans les régions voisines de l’Afrique du Sud. Le nom signifie en SeSotho « texte » ou « terre labourée ».
Les femmes Basotho créent des Litema sur les murs externes et internes des habitations : sous forme de gravures, peintures, moulages en relief et / ou mosaïques.   
Les motifs géométriques sont directement « peignés » ou « rayés » dans la couche supérieure fraîche de l'argile mêlée de bouse et projetée au mur. Celle-ci est ensuite peinte avec des ocres naturelles, ou, de nos jours, avec de la peinture du commerce.  
Par la texture "peignée", les motifs imitent le plus souvent les champs labourés ou font référence à la vie végétale ou à d'autres aspects du monde naturel tel que l'animal totem du clan.  
Les Litema sont éphémères. Ils peuvent se dessécher et s'effriter ou être emportés par les fortes pluies. Il est courant que les femmes d'un village conçoivent des Litema lors de fêtes  de mariage ou de cérémonies religieuses. 

## Étymologie
Ainsi que Gary van Wyk (1993: 84) le souligne dans son analyse étymologique du nom seSotho désignant "l'art mural seSotho", Litema fait également référence aux "terres labourées". Si la tradition décorative est symbolique, elle est aussi liée à l'agriculture.  
« Ditema» est dérivé de la racine du verbe  -lema (à l'infinitif : ho lema « cultiver»), qui est un réflexe de la racine proto-bantoue *-dɪ̀m- "cultiver (principalement avec la houe)". 
L'orthographe <l> in li- (préfixe de classe 10 des noms seSotho) est prononcé [d] en seSotho car [d] est un allophone de /l/ lorsque placé devant les voyelles /i/ et /u/. L'orthographe <e> peut avoir trois valeurs possibles en seSotho : /ɪ/, /ɛ/ et /e/.   
<litema> est prononcé /ɪ/, en accord avec la racine Proto-Bantoue. 

## Aspect visuel
Les motifs Litema sont caractérisés par une symétrie à plusieurs niveaux. Les motifs sont généralement disposés dans des cellules carrées. Le mur à décorer est quadrillé pour former les cellules. Chaque cellule reçoit le même motif, qui est généralement pivoté ou inversé d'une cellule à l'autre. La symétrie du motif global dépend donc des symétries présentes dans le motif de base. Il existe des motifs avec un seul axe de miroir dans les motifs de base qui donnent une impression générale d'écoulement dans une direction. D'autres modèles courants ont plusieurs axes de symétrie ou une symétrie de rotation et donnent au motif global une impression ornementale plutôt plate. La palette des couleurs est restreinte et en général seules deux couleurs sont utilisées. 

## L'histoire
La tradition de l’art mural en Afrique australe n’est pas nouvelle. Alors que les fouilles sur les sites archéologiques Sotho-Tswana ont révélé des sols de huttes qui ont survécu aux éléments pendant près de 1500 ans, les premières traces de peinture murale Sotho-Tswana remontent à environ cinq siècles (Grant 1995: 45; Van Wyk 1998: 88). Cela précède de beaucoup la tradition de la peinture murale Ndebele qui a été mondialement popularisée. Commencée au XIXe siècle, la tradition de l'art mural Ndzundza Ndebele appelée igwalo (plus connue sous le nom de peinture de maison Ndebele ) serait une synthèse des Ditema du Sotho septentrional et du design traditionnel Nguni utilisé dans la broderie en perles, la poterie et la vannerie. 

### Archives coloniales
L'un des premiers comptes-rendus sur les fresques murales des Basotho provient du missionnaire Rev. John Campbell. Dans une description de 1813 sur l’art Batlhaping (Tswana du Sud), Campbell déclare : "Après avoir entendu parler de peintures dans la maison de Salakootoo, nous sommes allés les voir après le petit-déjeuner. Nous avons trouvé des représentations très approximatives du chameau-léopard, du rhinocéros, de l'éléphant, du lion, du tigre et du stein-buck, que la femme de Salakootoo avait dessinés sur le mur d'argile, avec de la peinture blanche et noire. Cependant, ils étaient aussi bien exécutés que nous nous y attendions et pouvaient conduire à quelque chose de mieux encore. "(Grant 1995: 43).
Lors de son deuxième voyage en 1820, Campbell rapporte avec enthousiasme ce qu'il a vu chez un certain chef "Sinosee" de la lignée Hurutse des Sotho-Tswana. Campbell fournit à la fois des illustrations et une description de la maison du chef : "Le mur était peint en jaune et il était orné de figures représentant des boucliers, des éléphants et des léopards, etc. Il était également décoré d’une jolie corniche ou bordure peinte de couleur rouge… ses murs (de la chambre de Sinosee) étaient décorés d’agréables représentations d’éléphants et de girafes… Dans certaines maisons, des personnages, des piliers, etc. peints de couleurs différentes et qui n'auraient pas déshonoré les ouvriers européens "(Van Wyk 1996: 43; 1998: 88). 
Les récits de Campbell ont été compilés et publiés par l'historien George Stow dans son livre Les races indigènes d'Afrique du Sud (1905). Stow a également publié les dessins Litema les plus anciennement connus : des reproductions de huit motifs réalisés par les " Bakuena " (le clan fondateur de la nation Basotho), qu'il a probablement dessinés lui-même.   
Les dessins de Stow montraient des panneaux texturés similaires aux gravures Litema toujours faites ainsi de nos jours, de même que des motifs peints en points, en rayures, en triangles et en zigzags exécutés avec une palette limitée de couleurs. 
Dans son livre de 1861, le missionnaire français Eugène Casalis se souvient des motifs Litema qu'il avait connus lors de son installation parmi les Basotho dans les années 1830 et qu'il qualifiait d'ingénieux. Ce qui laisse entendre des motifs plus complexes que ceux des Bakoena reproduits par Stow (Van Wyk 1998: 89). La documentation de Stow n'inclut aucun dessin de plantes contrairement à ceux que l'on voit dans les Litema modernes. Van Wyk (1994) suggère que les réalisations plus modernes et "curvilignes ont une saveur distinctement victorienne ou édouardienne probablement influencée par des objets européens du tournant du siècle tels que les motifs sur linoléum, les moulures en fonte et la dentelle ". 

### Renaissance contemporaine
Presque un siècle sépare les dessins de Stow de ceux réalisés en 1976 par des étudiants du Collège national de formation des enseignants du Lesotho (Van Wyk 1989: 89). À l'époque, Benedict Lira Mothibe, chargé de cours d'art, demande aux étudiants de copier les motifs Litema afin de les utiliser dans les cours de géométrie et pour des impressions avec  pommes de terre. Plus important encore, il s’agissait pour Mothibe de raviver la flamme pour ce qu’il considérait être une tradition SeSotho digne d'intérêt. Gary van Wyk a utilisé ces dessins lors de ses recherches sur le terrain en Afrique du Sud et au Lesotho de 1991 à 1994, enregistrant les réactions des femmes au sujet des motifs anciens, y compris les noms et significations qu’elles leur attribuaient. Il a par la suite republié plusieurs dessins. Il a constaté que, même si de nombreux schémas végétaux spécifiques (comme les "melons") qui avaient été nommés dans les années 1970 avaient été oubliés dans les années 1990 et reclassés dans une catégorie générale de "blomme" (afrikaans signifiant "fleurs"), cette désignation maintenait l'association symbolique étroite entre les femmes et la fertilité végétale, liée aux rôles traditionnels des femmes en tant que cultivatrices et glaneuses. En outre, quelques motifs répertoriés par Mothibe étaient encore identifiables et ont été utilisés au début des années 90, comme celui qui fait référence au tableau de la marabaraba, un jeu populaire autochtone du type des dames (1998: 90-91). 
Plus récemment (2003), Mothibe, dans une nouvelle contribution au nom de la sauvergarde du patrimoine, a compilé et fait don d'une deuxième édition de modèles de Litema intitulée Basotho Litema Patterns (With Modifications) à la School of Design Technology et Visual Art de l'Université centrale de technologie, Free State, fournissant une mise à jour des dessins et de leur interprétation. 

## Symbolisme
La recherche menée par Van Wyk et Mathews à la fin des années 1980 et au milieu des années 1990, aboutit à deux livres illustrés de photos et intitulés Maisons peintes africaines : les habitations Basotho de l'Afrique australe (Van Wyk, 1998) et The Mural africain (Chanquion & Matthews,1989).  
Cela implique que l'art Litema ne peut être compris en termes uniquement esthétiques. 
Gary Van Wyk (1993, 1994, 1996, 1998) affirme dans plusieurs ouvrages sur le sujet que les peintures murales seSotho sont une forme d'art religieux implorant les ancêtres à faire tomber la pluie qui rend fertile, nourrit les champs, les troupeaux et la communauté humaine. Les peintures murales, dit-il, peuvent être vues comme des prières peintes. Si les ancêtres sont satisfaits, ils envoient une pluie qui lave les peintures murales et le cycle de la vie recommence. Il est ainsi adéquat que les peintures murales soient produites par les femmes qui sont symboliquement liées à la maison - métaphore de l’utérus, à la création, et au domaine végétal auquel elles sont liées par leurs rôles traditionnels de cultivatrices et de glaneuses. Le mythe de la création Basotho, par exemple, affirme que la nation est sortie d'un endroit sombre, profondément enfoui dans la terre, à travers un lit de roseaux. Il était d'ailleurs d'usage, lors de la naissance d'un enfant à l'intérieur de la maison en terre construite à l'origine en forme d'igloo et donc en forme de matrice, de placer un roseau à l'entrée de la maison jusqu'à ce que l'enfant "traverse le roseau" pour émerger à la lumière du jour (Van Wyk 1998: 103-107). De la même façon, les jeunes initiées portent un masque en roseaux et pendant la période de réclusion durant leur initiation, elles tissent des nattes en roseau. 
Ce lien symbolique entre la maison en forme d'igloo et le corps a ensuite été transféré aux  maisons rectangulaires modernes à toit plat, où, en particulier le pourtour des portes et des fenêtres était orné et où les motifs Litema le long de la ligne du toit étaient appelés "serre-tête". 
"La fécondité des champs et des femmes est célébrée par la création de fleurs rayonnantes, le développement de frondes, la formation de vrilles et de pousses...  Parce que le travail agricole était traditionnellement un travail de femme, on peut considérer que les femmes qui décorent les maisons décrivent ce travail dans les champs sur leurs murs. Les peintures murales sont donc des paysages africains, composés du même paysage qu’elles représentent "(Van Wyk 1994). Cela se voit surtout dans les motifs Litema composés uniquement de peignage incolore dans la boue : ils imitent l’apparence d’un champ labouré. 
Van Wyk a découvert que l'ocre rouge, appelée letsoku, ou "le sang de la terre", symbolisait la fertilité et le sang de la menstruation et du sacrifice, soulignant le lien essentiel entre les ancêtres et la fertilité et expliquant le fait que l'ocre rouge était invariablement ajoutée dans chaque peinture. Le blanc symbolise le calme, la pureté et l’illumination que les ancêtres promeuvent et désirent, tandis que le noir représente les sombres nuages de pluie que les ancêtres délivrent si tout est calme et bien, et ces deux couleurs sont fréquemment combinées dans des motifs alternés  appliqués aux zones de transition de l'architecture, telle que la ligne de toit et autour des portes et des fenêtres. De même, des éléments de configuration tels que les triangles et les zigzags possédaient également probablement des significations symboliques qui ont été perdues à notre époque. Au cours des années 1980 et au début des années 1990, Van Wyk a également photographié des peintures murales exprimant des déclarations politiques, utilisant les couleurs du Congrès national africain, interdit sous l'apartheid, ou incorporant des graphiques ou des déclarations politiques spécifiques. 
Tom Mathews dans ses écrits (appuyés par des photographies prises par son fils Paul Chanquion) a déclaré que les fleurs et les points étaient des symboles de fertilité. En outre, il déclare que les motifs en chevrons représentent de l'eau ou un sol inégal, alors que les triangles sont des symboles désignant les hommes et les femmes (Changuion et Matthews, 1989: 9,19,55). 
Dans l’étude réalisée par la CUT, aucune personne connaissant l’art Litema (Bekker, Thabane et Mothibe), ni les artistes du Litema en exercice n’avaient connaissance d’une signification plus profonde que celle d’embellir le foyer à des fins esthétiques. Certains des artistes interrogés ont cependant partagé leurs opinions sur la possibilité d'un sens symbolique. Selon des artistes du Free State, leurs mères (dont beaucoup sont originaires du Lesotho) auraient peut-être eu connaissance de ces significations, mais elles ne leur ont pas communiqué ces informations pendant leur enseignement. 

### Système d'écriture
Un commentateur populaire a affirmé que les Litema représentaient un ancien système d'écriture logographique Sesotho. Comme indiqué ci-dessus, il est probable qu'il y ait toujours eu une logique symbolique associée aux Litema (peut-être comparable à la tradition des symboles Adinkra d'Afrique de l'Ouest), mais il existe peu de preuves pour affirmer l'existence historique d'une logographie formelle du type hiéroglyphes égyptiens ou caractères chinois. 
Néanmoins, il existe effectivement un système d'écriture contemporain (plus exactement un syllabaire) associé aux Litema, qui peut être utilisé pour écrire le seSotho de même que toutes les langues bantoues méridionales. C'est le Ditema tsa Dinoko ("Syllabaire Ditema"), également connu sous son nom zoulou : Isibheqe Sohlamvu, et d'autres noms dans diverses langues,. 

## Littérature
- Gary van Wyk : À travers la fleur cosmique : résistance secrète dans l'art mural des femmes sotho-tswana. Mary H. Nooter : Secret : l'art africain qui cache et révèle. Musée d'art africain, New York 1993  (ISBN 3791312308)
- Gary van Wyk : Motifs de possession : Un art de l'habitation africaine. Services de thèse UMI, Ann Arbor, MI, 1996.
- Gary van Wyk : Maisons peintes africaines : Habitations Basotho d’Afrique australe. Abrams, New York 1998,  (ISBN 0-8109-1990-7)    .
- Paul Changuion: La murale africaine. New Holland Publishers, Londres 1989,  (ISBN 1-85368-062-1)    .
- Paulus Gerdes: Des idées mathématiques dans les traditions culturelles de l'Afrique centrale et australe, dans : Helaine Selin (Hrsg..) : Mathématiques à travers les cultures : histoire des mathématiques non occidentales . Springer, New York 2001,  (ISBN 1402002602)    , S. 313–344.
- Paulus Gerdes: Femmes, art et géométrie en Afrique australe .  Presse mondiale d'Afrique, Trenton (NJ) 1998,  (ISBN 0-86543-601-0)    .

- Sandy et Elinah Grant: Maisons décorées au Botswana , Creda Press, Cape Town 1996,  (ISBN 9991201408)    .
- Benedict Mothibe: Litema: Dessins d'étudiants du NTTCL , Morija Press, Maseru 1976.